# Dawoud Rajiha
Dawoud Abdallah Rajiha (en árabe: داود راجحة) (Damasco; 1947-Damasco; 18 de julio de 2012) fue el Ministro de Defensa de Siria desde 2011 a 2012; anteriormente fue Jefe de Estado Mayor del ejército sirio de 2009 a 2011. Asesinado en un atentado como consecuencia de una explosión que tuvo lugar cuando se celebraba una reunión de responsables ministeriales y de la policía. Entre los fallecidos también estaba el viceministro de defensa y otras personalidades del gobierno sirio.

## Nacimiento y primeros años
Rajiha, un cristiano ortodoxo, nació en Damasco en 1947. Era especialista en artillería en la Academia Militar, donde se graduó en 1967.

## Carrera
Alcanzó el rango de teniente general en 1998 e hizo general completa en 2005, un año después de haber sido subjefe del Estado Mayor del Ejército sirio. Después de servir como el jefe de personal del ejército ya Ali Habib Mahmud fue nombrado para encabezar el Ministerio de Defensa en 2009, fue nombrado para reemplazar a Mahmud como ministro de Defensa, el 8 de agosto de 2011, durante la Guerra Civil Siria.

## Rumores de su fallecimiento
Rajiha era supuestamente uno de los presentes en un ataque contra una reunión de altos funcionarios de Siria, el 19 de mayo de 2012. Los líderes rebeldes informaron hasta seis muertos de los intoxicados en la reunión, incluyendo Rajiha, Assef Shawkat y Hassan Turkmani.
Si bien hay indicios de que el personal de alto rango sufrido una emergencia médica y puede Shawkat han muerto, algunas entrevistas telefónicas con fines de Mohammed al-Shaar, entonces ministro del Interior, fue transmitido más tarde. Tarde Turkmani Hassan también apareció en la televisión.
Sin embargo, los rebeldes afirmaron más tarde que sólo pudieron confirmar la muerte de Shawkat y otro funcionario sirio cuyo nombre no fue mencionado.
En junio de 2012, la noticia de la muerte Rajiha fue contradicha cuando se anunció que estaba vivo y se mantuvo como ministro de Defensa de Siria.

## Muerte
Grupos Islamitas radicales opuestos al gobierno de Bachar al Assad realizaron el atentado con explosivos del 18 de julio de 2012 en Damasco debilitó considerablemente a la cúpula militar, matando al ministro de Defensa, Daud Rajha, el cuñado del presidente y viceministro de Defensa, Asef Shawkat y otros altos oficiales. fue reemplazado por el nuevo ministro de Defensa, Jassim al-Fahad Freij.

## Funerales
El féretro del Ministro de Defensa, el general Daud Rajha, que era cristiano ortodoxo fue llevado hasta la Iglesia de la Santa Cruz en la capital siria.
La ceremonia fue oficiada por el patriarca de Antioquía.